# Nikola Eterović
Nikola Eterović (Pučišća, 20. siječnja 1951.) prelat je Katoličke Crkve, nadbiskup i apostolski nuncij u Njemačkoj hrvatske nacionalnosti.

## Životopis
Za svećenika Hvarske biskupije zaređen je 26. lipnja 1977. Nakon tri godine svećeništva stupa u diplomatsku službu Svete Stolice. Do imenovanja nuncijem u Ukrajini djelovao je u vatikanskim diplomatskim predstavništvima u Bjelokosnoj Obali, Španjolskoj, Nikaragvi te u Odsjeku Državnog tajništva Svete Stolice za odnose s državama. Apostolskim nuncijem u Ukrajini imenuje ga papa Ivan Pavao II. godine 1999., kada postaje naslovni nadbiskup drevne Siscije.
Biskupski red primio je 10. srpnja 1999. u hvarskoj katedrali, po rukama državnoga tajnika Svete Stolice kardinala Angela Sodana. Tu je službu vršio do veljače 2004. godine, kad ga Papa imenuje generalnim tajnikom Biskupske sinode. Na toj dužnosti ostaje do 21. rujna 2013. kad ga papa Franjo imenuje apostolskim nuncijem u Njemačkoj.
Dana 30. studenoga 2009. papa Benedikt XVI. imenovao ga je prvim naslovnim nadbiskupom Cibalae, današnjih Vinkovaca, jer je 5. prosinca 2009. opet uspostavio Sisačku biskupiju.

## Vanjske poveznice
- Glas koncila - intervju  Arhivirana inačica izvorne stranice od 26. listopada 2007. (Wayback Machine)